# Acianthera macuconensis
Acianthera macuconensis é  uma espécie de orquídea (Orchidaceae) que existe no Rio de Janeiro, Santa Catarina, São Paulo e Minas Gerais,  no Brasil, e na Argentina em Missiones.

## Publicação e sinônimos
- Acianthera macuconensis  (Barb.Rodr.) F.Barros, Hoehnea 30: 186 (2003).

Sinônimos homotípicos:
- Pleurothallis macuconensis Barb.Rodr., Gen. Spec. Orchid. 2: 17 (1881).

Sinônimos heterotípicos:
- Pleurothallis gonzalezii Pabst, Bradea 2: 53 (1975).
- Specklinia gonzalezii (Pabst) Luer, Monogr. Syst. Bot. Missouri Bot. Gard. 95: 260 (2004).
- Pabstiella gonzalezii (Pabst) Luer, Monogr. Syst. Bot. Missouri Bot. Gard. 112: 119 (2007).